# Universelle-Werke Dresden
Die Universelle-Werke Dresden sind eine 1898 von Otto Bergsträßer im sächsischen Dresden gegründete Maschinenfabrik zur Herstellung von Maschinen für die Produktion von Zigaretten. Nach schweren Zerstörungen im Zweiten Weltkrieg befanden sich in den Gebäuden verschiedene Firmen. Nach einer Sanierung des ersten Gebäudes erfolgt seit 2018 eine Nutzung durch Technologie- und Startup-Unternehmen.

## Geschichte

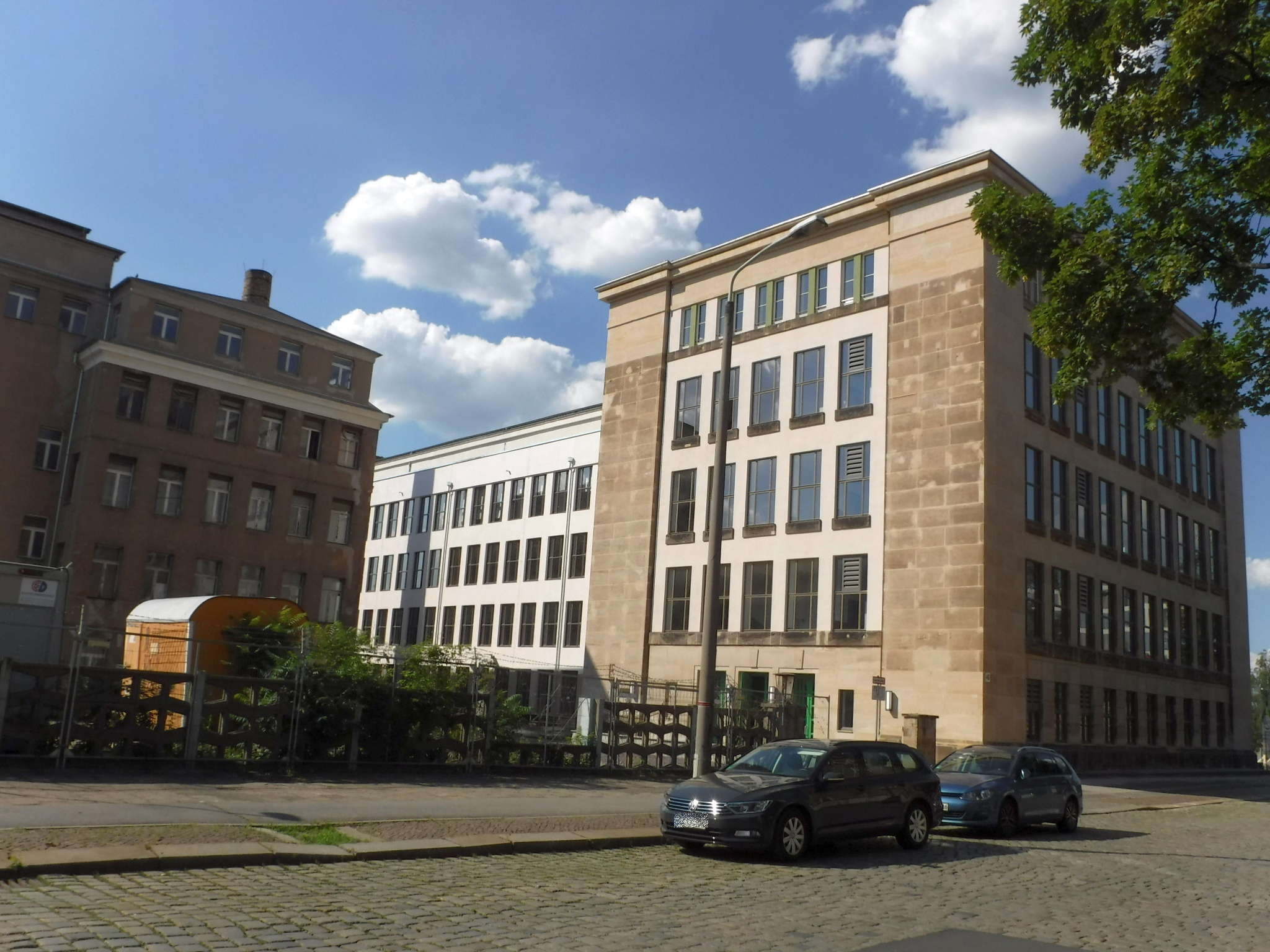
Fabrikgebäude auf der Zwickauer Straße im Jahr 2019

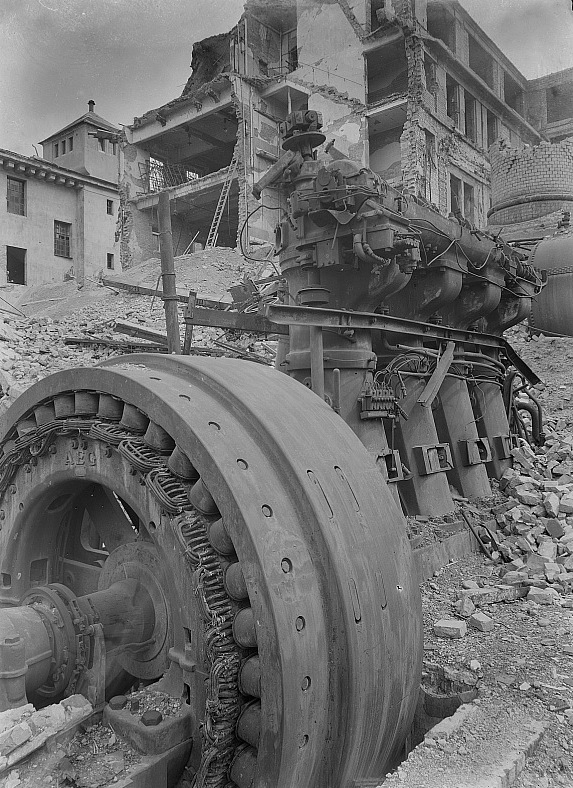
Bei den Luftangriffen 1945 wurden Gebäude und Anlagen der Verpackungs- und Zigarettenmaschinenfabrik „Universelle“ zerstört

1898 gründete der Ingenieur Otto Bergsträßer in Dresden die Compagnie Universelle zur Herstellung von Maschinen für die Produktion von Zigaretten. Es wurden dort Mundstückhülsenmaschinen zur Fertigung von Kartonmundstücken sowie die ersten Zigarettenstrangmaschinen hergestellt. Ab 1915 firmierte das Unternehmen als Universelle-Zigarettenmaschinenfabrik J. C. Müller & Co. und übernahm verschiedene Maschinenfabriken in Dresden. Der neue Name stammte von Johann Carl Müller (1867–1944). Die Produktionspalette wurde so auf unterschiedliche Erzeugnisse wie Tabakröst- und Kühlmaschinen, Tabakauflockerungs-, Misch- und Siebmaschinen, Schachtelautomaten, Packetier- und Banderoliermaschinen, Schokoladenzigarettenmaschinen, Motorräder und Buchdruckmaschinen erweitert. Zwischen 1925 und 1929 entstanden Motordreiräder für Transportzwecke.
Ab 1936 wurde teilweise auf Kriegswirtschaft umgestellt. Gefertigt wurden dazu unter anderem Flugzeugteile, Maschinengewehre, Scheinwerfer, Torpedos und Leiteinrichtungen für Waffen. Während des Zweiten Weltkriegs wurden in den Betrieben auch Zwangsarbeiter eingesetzt. Das Lager befand sich in Dresden auf der Florastraße 14. Ab Oktober 1944 kamen auch 700 weibliche Häftlinge aus dem KZ Ravensbrück zum Einsatz, die dem KZ Flossenbürg unterstellt waren. Viele von ihnen konnten nach der Bombardierung im Februar 1945 fliehen.
1935 wurde Kurt Adolf Körber Mitarbeiter der Universelle. Körber hatte als Erfinder 1924 sein erstes Patent angemeldet. Er wurde 1944 zum Technischen Direktor ernannt. Nach dem Krieg floh Körber mit Unterlagen der Universelle (unter anderem technische Zeichnungen) nach Hamburg und begann im Juli 1946 mit der Reparatur von Zigarettenmaschinen und der Herstellung von Handtabakschneidern. Er zog anschließend nach Hamburg-Bergedorf und gründete dort die Firma Hauni (Hanseatische Universelle) Maschinenfabrik Körber & Co KG.
Am 30. Juni 1946 wurde die Firma in Volkseigentum überführt und hieß zunächst VEB Universelle-Werke Dresden. Sie erhielt wieder Aufträge zum Bau von Druck- und Stanzautomaten, Getränkeabfüll- sowie Zigarettenherstellmaschinen. 1948 wurde der Betrieb in VEB Tabak- und Industriemaschinen (VEB Tabakuni) umbenannt. Später dann in VEB TABAKUNI Dresden.
Ab 1962 nahm die Produktion an Verarbeitungsmaschinen für die Tabakindustrie ab. Es erfolgte die Umstellung auf Verpackungsmaschinen durch Übernahme von Erzeugnissen des VEB Verpackungs- und Schokoladenmaschinen Dresden (SCHOKOPACK). In Folge wurden ab 1967 die Standards in beiden Betrieben vereinheitlicht und sie 1972 zum VEB Verpackungsmaschinenbau (VMB) Dresden zusammengeschlossen.
Der so entstandene Betrieb war auf die Fertigung von Verpackungsmaschinen für die Nahrungs- und Genussmittelindustrie spezialisiert und als Stammbetrieb des VEB Kombinat NAGEMA der weltgrößte Betrieb des Verpackungsmaschinenbaus. Es wurden u. a. Sammelverpackungs- und Einschlagmaschinen für Hartkaramellen entwickelt und produziert. 1982 wurde ein Forschungs- und Erprobungszentrum zusammen mit der Technischen Universität Dresden eingerichtet.
Nach der Wende wurde der VEB Verpackungsmaschinenbau (VMB) Dresden 1990 im Rahmen der Privatisierung durch die Treuhandanstalt in die Verpackungsmaschinenbau GmbH Dresden umgewandelt und firmierte als Pactec. 1994 übernahm die Kölner Firma Rose-Theegarten die in Dresden-Reick ansässige Firma Pactec. 1997 erfolgte die Konzentration beider Firmensitze in Dresden. Nachdem diese die Produktion an dem Standort Zwickauer Straße eingestellt hatte erfolgten verschiedene Eigentümerwechsel. 
In den 2010er Jahren kaufte die Firma IMMOPACT das Gelände und begann mit der Sanierung. Im Herbst 2017 fand der Spatenstich für das Haus Zwickauer Straße 46 statt, am 8. Mai 2019 erfolgte die Eröffnung. Das Gebäude ist der vierte Standort der TechnologieZentrumDresden GmbH. Auf fünf Etagen stehen 5100 Quadratmeter vermietbare Fläche zur Verfügung. Hauptmieter sind unter anderem das Deutsche Zentrum für Luft- und Raumfahrt, die Technische Universität Dresden und das aus der TU Dresden entstandene Startup anvajo GmbH. Weitere Startups sollen sich ansiedeln. Bis 2022 soll die Sanierung abgeschlossen werden.

## Ansicht 2019

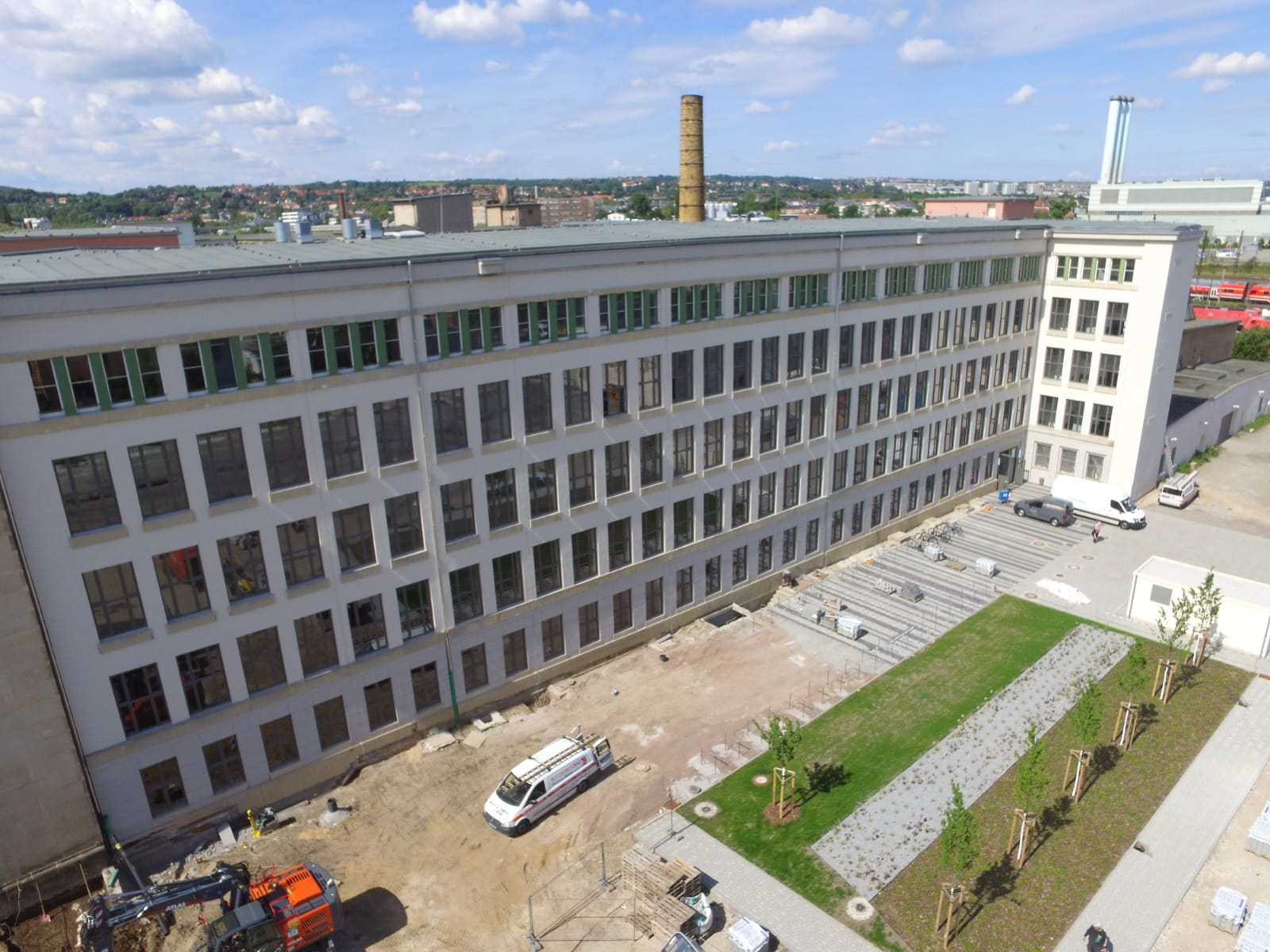
Saniertes Haus 46 E (Nordseite)
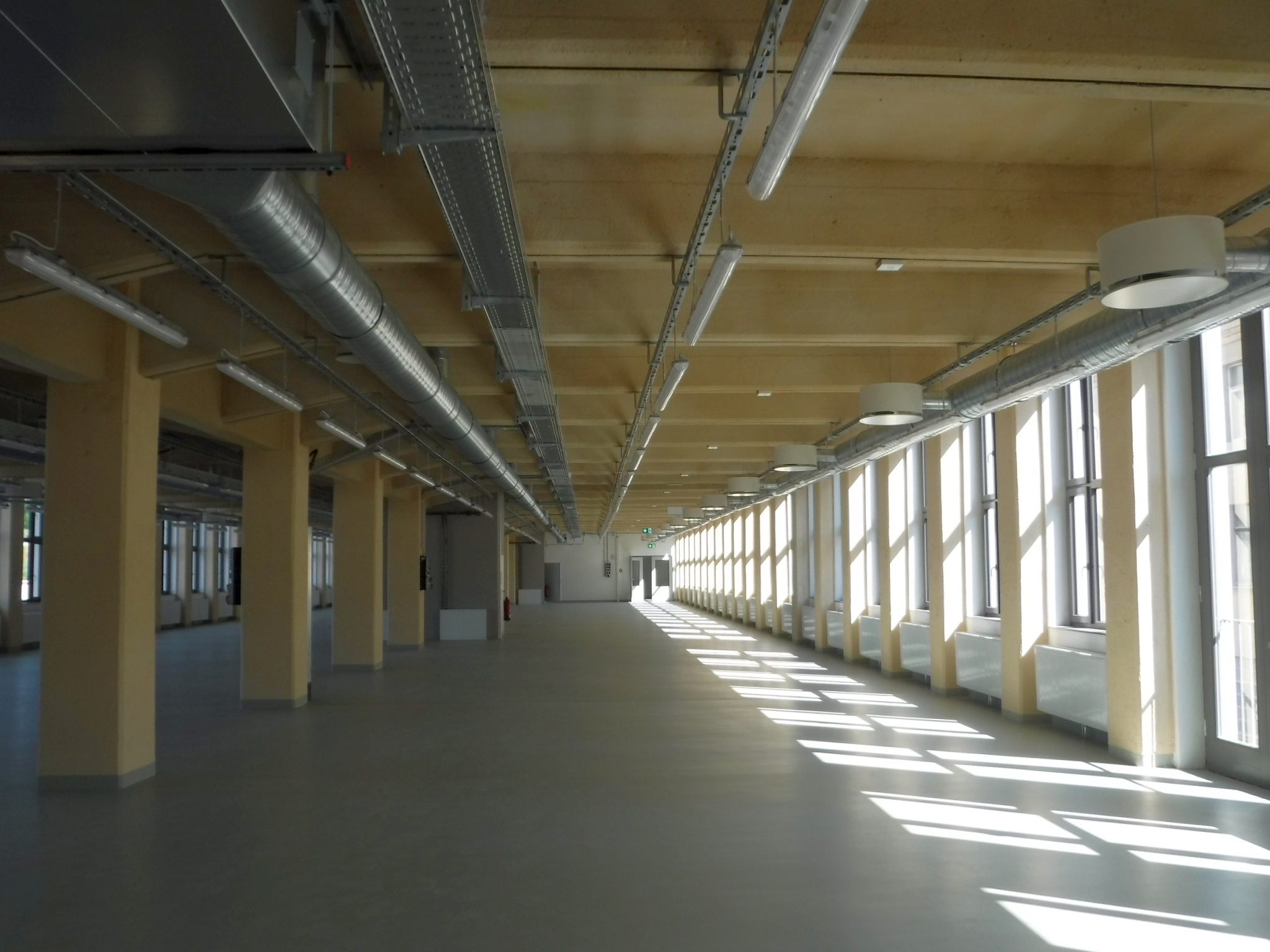
Innenräume 1. OG
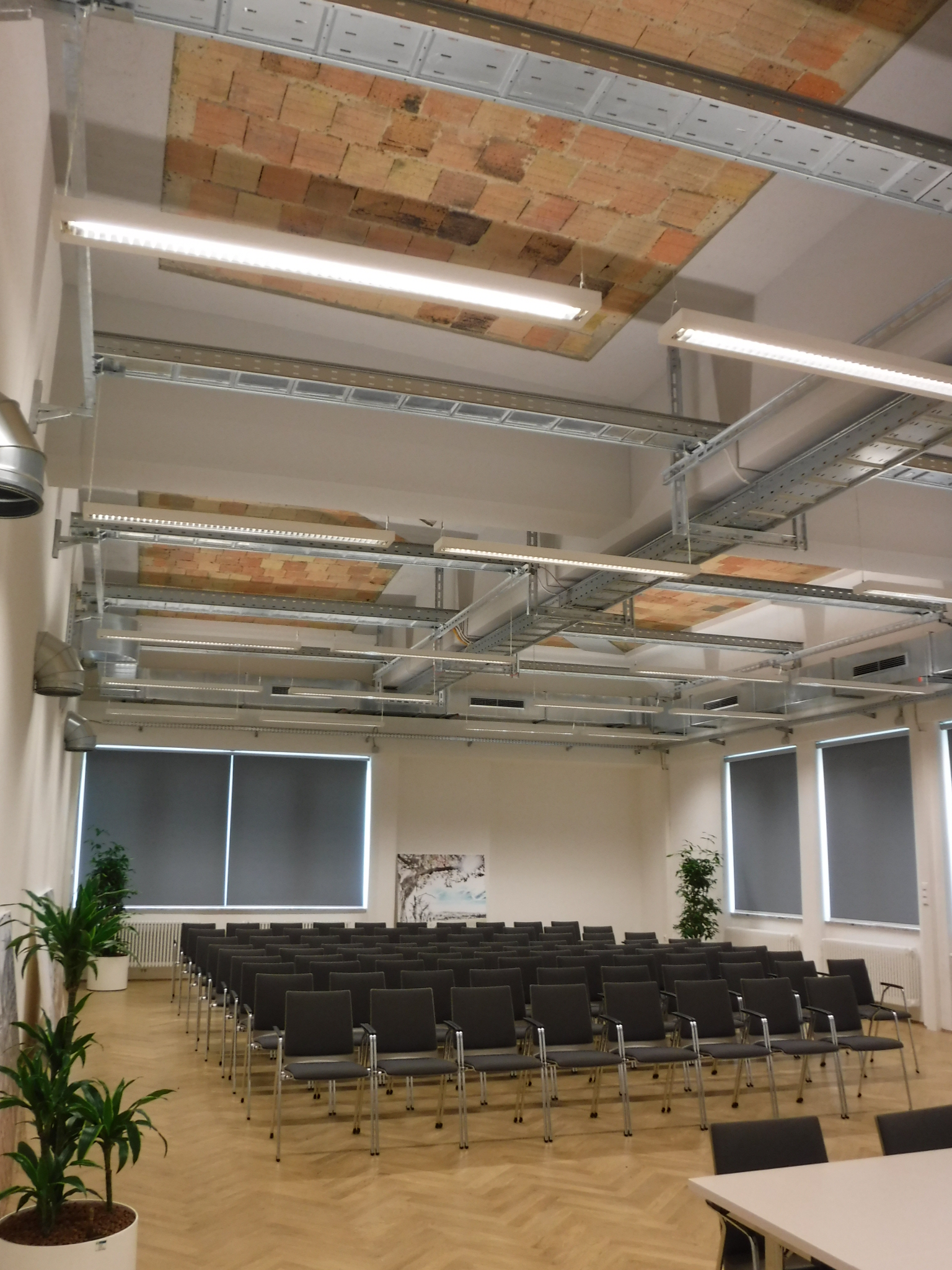
Veranstaltungssaal
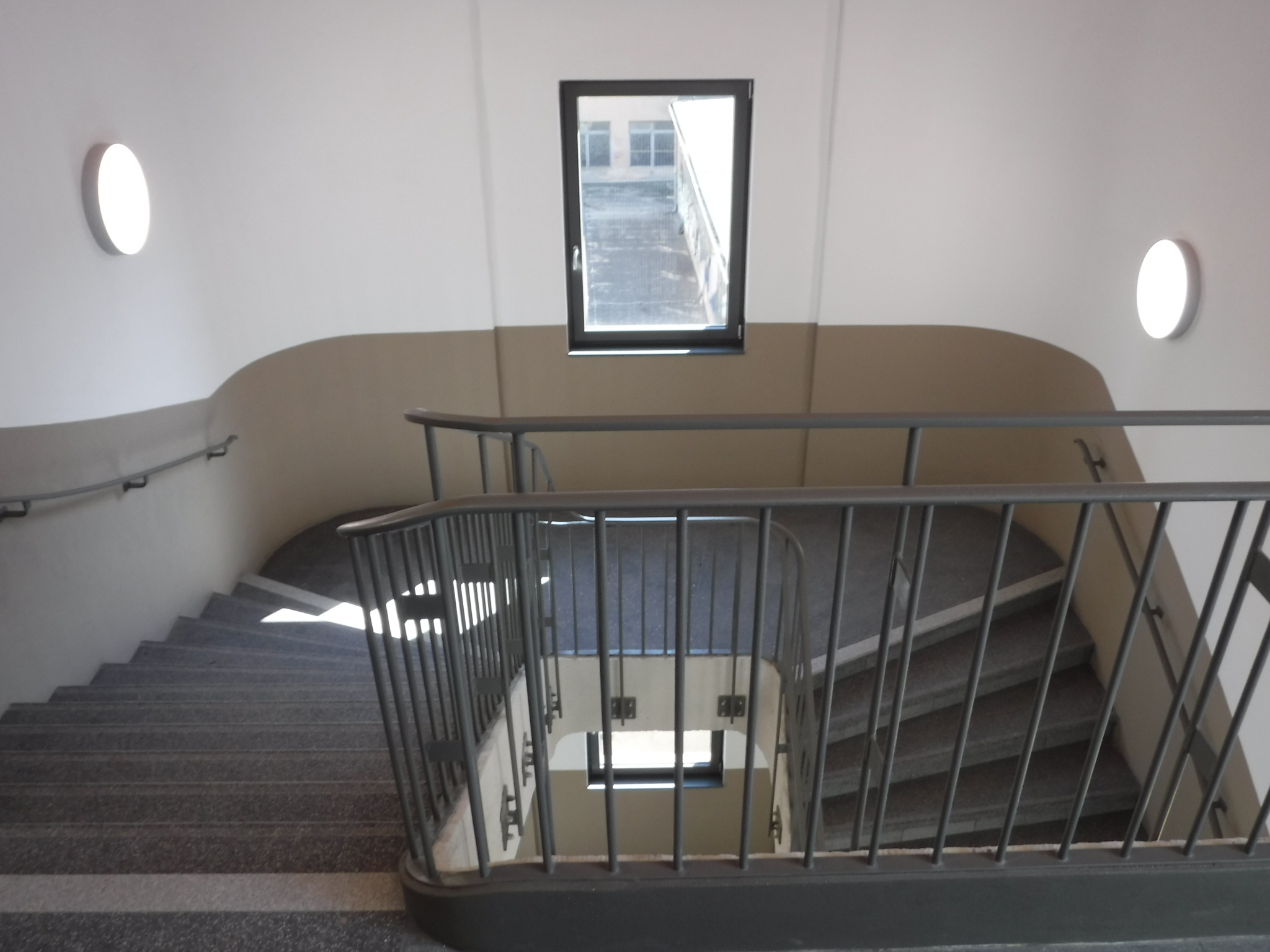
Westliches Treppenhaus
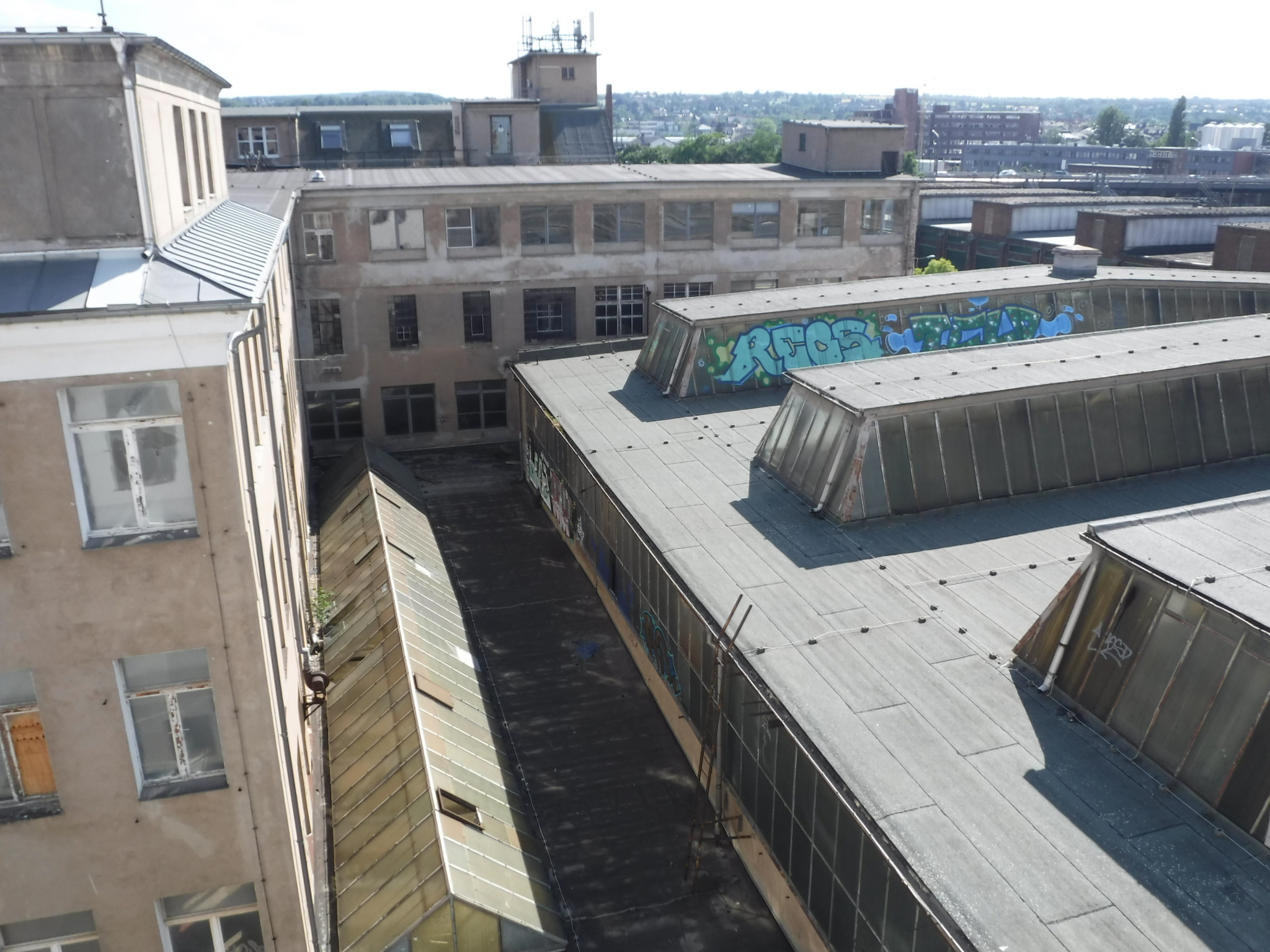
Nachbargebäude

## Fabrikgebäude
Das 1942 (Architekten: Hans Richter gemeinsam mit Herbert Schneider) errichtete Fabrikations- und Verwaltungsgebäude an der Zwickauer Straße in der westlichen Dresdner Südvorstadt gilt als markantes Beispiel der Architektur der NS-Zeit mit repräsentativem und wuchtigem Kopfbau sowie rechteckigem Trakt mit aneinandergereihten Fensterachsen, welche die monumentale Wirkung der Anlage noch unterstreichen. Es ist bau- und industriegeschichtlich bedeutend und zählt daher zu den technischen Denkmalen in Dresden.